# علقة جاوية
علقة جاوية (الاسم العلمي: Hirudo javanica) هي نوع من الحيوانات يتبع جنس العلقة من الفصيلة العلقية.